# La Turballe
 La Turballe  es una población y comuna francesa, situada en la región de Países del Loira, departamento de Loira Atlántico, en el distrito de Saint-Nazaire y cantón de Guérande.
El puerto de pesca de La Turballe es el primer puerto pesquero de Loira Atlántico, seguido de Le Croisic. Antiguamente era el primer puerto de la costa atlántica francesa para la pesca de la anchoa, pero en el siglo XXI está especializado en la pesca de la lubina, la caballa y la sepia. Dispone también de un puerto deportivo.

## Demografía
| 2542 | 2716 | 2959 | 3120 | 3587 | 4042 |
| Para los censos de 1962 a 1999 la población legal corresponde a la población sin duplicidades (Fuente: INSEE [Consultar]) |      |      |      |      |      |